# (48415) Dehio
(48415) Dehio  es un asteroide del cinturón principal perteneciente al cinturón de asteroides, región del sistema solar que se encuentra entre las órbitas de Marte y Júpiter.
Fue descubierto el 21 de agosto de 1987 por Freimut Börngen desde el Observatorio Karl Schwarzschild en Tautenburg, Alemania.

## Designación y nombre
Designado provisionalmente como 1987 QT, fue nombrado en honor de El historiador del arte Georg Dehio (1850-1932) quien publicó las obras fundamentales Arquitectura eclesiástica de Occidente (1884-1901), Manual de monumentos del arte alemán (1900-1912) e Historia de las artes alemanas (1919-1926). El manual Dehio se convirtió en una guía imprescindible para los aficionados.

## Características orbitales
(48415) Dehio está situado a una distancia media del Sol de 2,382 ua, pudiendo alejarse hasta 2,906 ua y acercarse hasta 1,857 ua. Su excentricidad es 0,220 y la inclinación orbital 8,343 grados. Emplea 1342,47 días en completar una órbita alrededor del Sol.

## Características físicas
La magnitud absoluta de (48415) Dehio es 15,04. Tiene 5,544 km de diámetro y su albedo se estima en 0,069.